# Eslavônia Ocidental
Eslavônia Ocidental é uma região geográfica da Croácia na conhecida Eslavônia, formada em 12 de agosto de 1991. A Eslavônia Ocidental é notável por suas florestas de luz, vastas planícies e indústria agrícola. Suas fronteiras são definidas pelos rios Drava e Sava.
As principais cidades da região são: Požega, Virovitica, Daruvar, Kutina, Novska e Nova Gradiska.
Após a independência da Croácia em 1991, partes do sul da área foram tomadas pelo exército da República Sérvia de Krajina de 1991 a 1995. As forças croatas tomaram o controle da região em 1995 na Operação Flash. A área sofreu muito durante a guerra e hoje tem uma das piores taxas de desemprego da Croácia e a indústria em dificuldades.